# C19H20O6
化学式C19H20O6（摩尔质量：344.37 g/mol）可能指：
- 石蚕苷A，CAS号：12798-51-5
- 红果山胡椒查耳酮，CAS号：50489-48-0

|  | 这个同类索引页列出了具有相同分子式的化学物（即同分異構體）条目。 除非您是有意链接至本页，否则应将相应条目的内部链接指向正确的条目。 |